# De Beiaard (Zottegem)

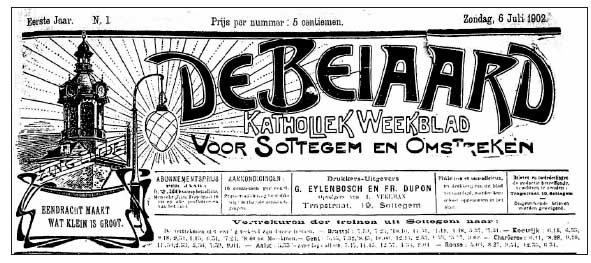
De Beiaard.

De Beiaard is een weekblad dat van 1902 tot 2016 werd uitgegeven in de Belgische stad Zottegem. Het bracht vooral regionaal nieuws uit de regio Zuid-Oost-Vlaanderen. Het was een voortzetting van het Annoncenblad van Sottegem, dat sinds 1889 door de familie Vekeman uit de Trapstraat was uitgegeven. Aan de basis van dit bedrijf lag de drukkerij die in 1838 was opgericht door de onderwijzer Leo Vekeman. Na 2016 mocht een voormalig journalist van het weekblad, Pieter De Valkenaere, de titel verder gebruiken. Ook medewerkers bleven schrijven voor de (vanaf dan) online versie van De Beiaard. Vanaf 2019 vernieuwde de digitale krant zich tot "NUUS.be", die zich bleef specialiseren in regionale berichtgeving. Er verscheen in deze periode nog eenmaal een speciale uitgave van de krant op papier.

## Katholiek
Onder de titel De Beiaard, het katholiek weekblad voor Sottegem en Omstreken kwam het op 6 juli 1902 op de markt, in een stad die nog vier andere weekbladen kende. De eerste hoofdredacteur werd Judocus Van Essche (1855-1920), de pastoor van Godveerdegem. Het blad werd de opvolger van het Annoncenblad van Sottegem, dat in 1899 door Gustaaf Eylenbosch – de uitgever van dagblad Het Volk – werd overgenomen.
Het was katholiek van strekking als reactie op het liberalisme, socialisme en daensisme, bewegingen die in de streek sterk aanwezig waren. Na de Eerste Wereldoorlog werd De Beiaard overgenomen door de familie Haegeman-Cousy, de toenmalige uitgever van De Zondagbode van Sottegem.
Vanaf 1967 verdween de ondertitel katholiek weekblad en het blad profileerde zich verder als een onafhankelijk, christelijk geïnspireerd weekblad. Geleidelijk aan werd het uitgebreid met rubrieken zoals ontspanning, sport, jeugd, tv-pagina's, auto en cultuur. Vanaf 2001 werden er drie edities uitgegeven. Rond 2010 werd De Beiaard uitgegeven door de NV Printor in een oplage van 30.000 exemplaren.
Begin september 2011 kwam De Beiaard onverwacht in de nationale aandacht. De hoofdredacteur, gedelegeerd bestuurder en uitgever Antoon De Clercq (58), tevens zaakvoerder van drukkerij Printor, werd in Zottegem op zaterdagavond 3 september voor zijn huis op straat vermoord. Iets later bleek het te gaan om een passioneel drama. Twee dagen na de feiten maakte het bedrijf bekend dat zoon Bruno De Clercq zijn vader opvolgde als gedelegeerd bestuurder en dat het weekblad weer normaal kon verschijnen.

## Einde
Eind 2016 werd bekend dat het blad om economische redenen ophield te bestaan. De laatste editie verscheen op vrijdag 30 december 2016. Vaste Beiaard-reporter Pieter De Valkenaere nam hierop het initiatief om De Beiaard online voort te zetten. In 2019 werd een nieuw online platform opgestart en veranderde de naam De Beiaard Online in NUUS.